# 笹田智夏
笹田 智夏（ささだ ちなつ、1982年6月7日 - ）は、タレント、女優。
身長167cm。趣味は散歩。特技はマッサージ
所属事務所はK's倶楽部。

## 主な出演作品

### テレビ
- 浦さんの何でも大発見
- 西播磨発サンデー9

### 映画・OV
- 「スピードファントム」スピードファントム1号（露草イブキ）役